# 崔家乡
崔家乡，是中华人民共和国广西壮族自治区桂林市兴安县下辖的一个乡镇级行政单位。

## 行政区划
崔家乡下辖以下地区：
上塘村、长冲村、崔家村、三义村、田心村、长田村、粉山村和高泽村。